# Koutcherla (village)
Koutcherla (en russe : Кучерла, en altaï méridional : Кујурлу, Kuĵurlu) est un possiolok du raïon d'Oust-Koksa dans la république de l'Altaï, en Russie. Il fait partie de l'établissement rural de Katanda. Sa population s'élevait à 193 habitants au recensement de 2021.

## Géographie
Le possiolok de Koutcherla se situe dans la république de l'Altaï, une république de Sibérie méridionale, en Russie. Il fait partie du district fédéral sibérien. Le village fait partie du raïon d'Oust-Koksa, le raïon de la république le plus au sud-ouest, qui compte 42 localités, avec Oust-Koksa comme centre administratif. Il fait partie de l'établissement rural de Katanda, une municipalité, avec le village de Katanda comme chef-lieu.
Koutcherla, comme toute la république de l'Altaï, est située dans le fuseau horaire MSK+4 (heure de Krasnoïarsk). Le décalage horaire appliqué par rapport au temps universel coordonné est +07:00.
Le possiolok se situe sur la rive gauche de la Koutcherla, au niveau de sa confluence dans la Katoun.

## Histoire
D'après liste des lieux peuplés du territoire sibérien de 1928, le village a été fondé en 1880.

## Démographie
Recensements (*) et estimations de la population,,:
| 2002* | 2010* | 2012 | 2013 |
| ----- | ----- | ---- | ---- |
| 237   | 210   | 203  | 199  |

| 2014 | 2015 | 2016 | 2021* |
| ---- | ---- | ---- | ----- |
| 192  | 179  | 185  | 193   |

En 2002, sur les 237 habitants, il y avait 100 % d'Altaïens.

## Transports
Un pont jusqu'à Tioungour connecte le possiolok à la route d'Ouïmon, route reliant Tioungour, via Oust-Koksa et Oust-Kan, à la route fédérale R256, principal axe régional.